# Fida
Fida (dosłownie: "Szalony", hindi: फ़िदा, urdu: فِدا, ang.: Crazy) to bollywoodzki thriller wyreżyserowany w 2004 roku przez Ken Ghosha. W rolach głównych znani indyjscy aktorzy: Shahid Kapoor, Kareena Kapoor i Fardeen Khan. Rok później powstał hollywoodzki film o podobnym scenariuszu (Derailed). Mimo uznania krytyków, film cieszył się umiarkowaną popularnością u widzów.

## Obsada
- Fardeen Khan – Vikram Singh
- Kareena Kapoor – Neha Mehra
- Shahid Kapoor – Jai Malhotra
- Kim Sharma – Sonia
- Akhilendra Mishra – Babu Anna
- Viju Khote – klient
- Dinesh Hingoo – agent
- Naresh Suri
- Vivek Vaswani – pracownik banku

## Piosenki śpiewają
Muzykę do filmu skomponował Anu Malik, twórca muzyki do takich filmów jak:  Akele Hum Akele Tum, Chaahat, Miłość, Border, China Gate, Refugee, Fiza Aśoka Wielki , Aks, LOC Kargil, Tamanna, Ishq Vishk, Murder, No Entry, Humko Deewana Kar Gaye, Zakochać się jeszcze raz,  Umrao Jaan, czy Paap. Nagroda Filmfare za Najlepszą Muzykę za Baazigar i Jestem przy tobie.
1. Aaja Ve Mahi: Alka Yagnik, Udit Narayan, Kareena Kapoor, Shahid Kapoor
2. "Nazar Nazar"  : Udit Narayan, Sapna Mukherjee
3. "Maine Jisko Chaha" : Alisha Chinnai, Sonu Nigam
4. "Dil Mere Naa"  : Udit Narayan, Alka Yagnik
5. "Aaj Kaho Sanam Jitna"  : Alka Yagnik, Kumar Sanu